# Robert Poulet
Robert Poulet (Liegi, 4 settembre 1893 – Marly-le-Roi, 6 ottobre 1989) è stato un giornalista, critico letterario e scrittore belga.

## Biografia
Studiò presso la Faculté des Mines nella sua città natale, quindi prese parte alla prima guerra mondiale prima di dedicarsi a una serie di lavori in Belgio e in Francia.
Nel corso degli anni venti scrisse per varie riviste di critica letteraria e pubblicò il suo romanzo d'esordio, il surrealista Handji, nel 1931. Prese parte al circolo Groupe du Lundi, nato intorno a Franz Hellens, che attaccava la letteratura regionalistica e provinciale, all'epoca prevalente in Francia, e sosteneva invece il realismo magico.
Come critico letterario, si distinse per la sua avversione nei confronti della letteratura femminile, liquidandola come opera di midinettes en diable. 

### Politica
Nel corso degli anni trenta si occupò anche di politica come membro del gruppo di studi corporativista Réaction. Sebbene non fosse un sostenitore convinto del nazismo, fu direttore politico di Le Nouveau Journal, un quotidiano collaborazionista fondato da Paul Colin nell'ottobre 1940. Forte sostenitore dell'indipendenza del Belgio, la sua formazione politica fu particolarmente influenzata da Charles Maurras e dall'Action Française; nel 1941 concordò con Raymond de Becker sulla necessità di un partito autoritario e corporativista. La sua idea fu abbandonata quando i nazisti appoggiarono Léon Degrelle e il Rexismo, una filosofia che Poulet avversava.
Nonostante tutto Poulet non si oppose mai ai nazisti e spesso scrisse in loro sostegno, come in occasione della guerra contro l'Unione Sovietica per via del suo rigoroso antibolscevismo. Nell'ottobre 1945 fu condannato a morte per collaborazionismo; ma dopo aver scontato sei anni di prigionia gli fu concesso di tornare in Francia.

### Gli ultimi anni
Dopo il trasferimento in Francia, pubblicò diversi scritti autobiografici in cui giustificò il suo passato da collaborazionista come un tentativo di salvaguardare la monarchia e l'indipendenza del Belgio. Lavorò anche come lettore per le Éditions Denoël e Plon,  e scrisse per la rivista di estrema destra Rivarol, il quotidiano cattolico Présent e Ecrits de Paris.

## Opere
- Robert Poulet, Contro la gioventù, Roma, Volpe, 1967.
- Robert Poulet, Contro l'automobile, Roma, Volpe, 1968.
- Robert Poulet, Contro l'amore, Roma, Volpe, 1969.
- Robert Poulet, Contro la plebe, Roma, Volpe, 1969.
- Robert Poulet, Il mio Céline, a cura di Massimo Raffaeli, Ripatransone, Sestante, 1993.